# 紀伊勝浦站
紀伊勝浦站（日语：／ Kii Katsuura eki */?）是位於和歌山縣東牟婁郡那智勝浦町大字築地六丁目，屬於西日本旅客鐵道（JR西日本）的紀勢本線（紀國線）車站。為分辨外房線的勝浦站（千葉縣勝浦市），因此本站冠上「紀伊」兩字。事務管號碼為▲622045。
此站為紀伊半島的中間點，距離名古屋和大阪相近。本站同時設有前往名古屋站的特急「南紀」和大阪方向的特急「黑潮」班次。

## 歷史
- 1912年（大正元年）12月4日 - 新宮鐵道（日语：新宮鉄道）三輪崎站至此站之間開通，此站啟用，當時車站名為勝浦站[1]。
- 1934年（昭和9年）7月1日 - 新宮鐵道國有化，成為國鐵紀勢中線的車站[1]。車站改名為紀伊勝浦站。
- 1935年（昭和10年）7月18日 - 紀勢中線此站至下里站開通[1]。
- 1940年（昭和15年）8月8日 - 江住站至串本站之間開通，同時路線改名為紀勢西線[1]。
- 1959年（昭和34年）7月15日 - 三木里站至新鹿站之間開通，同時路線改名為紀勢本線[1]。
- 1977年（昭和52年）11月 - 車站重建。
- 1987年（昭和62年）4月1日 - 伴隨國鐵分割民營化，車站由西日本旅客鐵道（JR西日本）營運[1]。
- 2004年（平成16年）11月 - 為記念「紀伊山地的聖地及朝聖路」被聯合國教科文組織登錄為世界遺產，車內通道改裝成模仿那智大社的社殿。
- 2011年（平成23年）10月 - 此站不再成為直營車站，閘口與乘客資訊業務委托JR子公司JR西日本MAINTEC負責。
- 2015年（平成27年）3月2日 - 加設升降機、斜道和誘導警告牌，以達至車站無障礙化[3]。
- 2016年（平成28年）12月17日 - 車站可以使用「ICOCA」智能卡[4]。
- 2019年（平成31年）
  - 3月10日 - 在當日為最後一日設有綠色窗口服務[5]。
  - 3月11日 - 綠色售票機（日语：みどりの券売機）開始引入服務[5]。

## 車站構造
本站為地面車站，設有1面1線的單式月台和1面2線的島式月台，共設有2面3線的混合式月台。2號月台為下行本線，3號月台為上行本線。1號月台可讓新宮方向的列車進行折返，包括來往名古屋站，由JR東海營運的特急南紀，以及來往新宮站的普通列車使用（也設有普通列車使用2號月台折返）。月台上設有特急南紀乘務員專用的休息室。站內設有廁所。
此站的新站房於在1977年（昭和52年）完工，為2層混凝土建築物，位於路軌東邊。由於站房與1號月台之間設有伸延至勝浦港的貨物側線，因此沒有直接連接1線月台的通道。側線盡頭為國鐵紀伊勝浦棧橋，其側線是承繼於新宮鐵道，現時已經看不見該痕跡。各個月台上設有通道連接跨線橋。第2層設有主要車站設施，第1層為觀光資訊處。車站出入口於第2層，並設有樓梯連接地面。本站為為那智勝浦町的代表車站，有許多觀光客使用，站前經常有計程車等候。
此站是由新宮站管理的業務委託車站，並由JR西日本子公司JR西日本MAINTEC的合約員工一人當值，負責閘口和乘客資訊業務。站内設有綠色售票機、車站租車服務、車站便當販賣處和自動體外心臟去顫器（AED）。1號月台上放置了吞拿魚的模型，站前廣場則設有佐藤春夫「秋刀魚之歌」石碑。

### 月台
| 月台 | 路線   | 方向                                         | 備註                                |
| ---- | ------ | -------------------------------------------- | ----------------------------------- |
| 1    | 紀國線 | 新宮、熊野市、松阪、津、名古屋方向           | 從此站出發                          |
| 2    | 紀國線 | 串本、白濱、和歌山、天王寺、新大阪、京都方向 |                                     |
| 3    | 紀國線 | 新宮方向                                     | 從此站發的部分普通列車會使用2號月台 |

- 以上的路線名是使用旅客資訊上的名稱（愛稱）。
- 特急「南紀」使用1號月台出發。
- 2010年3月12日前設有臨時列車與1班夜間停泊列車。

## 車站便當
此站主要販賣以下車站便當。
- 秋刀魚姿壽司
- 紀之國便當
- 鮪素停育（吞拿魚排）

## 使用狀況
以下列出近年1日平均乘車人次。
| 年度   | 一日平均 乘車人次 |
| ------ | ----------------- |
| 1998年 | 1,110             |
| 1999年 | 1,084             |
| 2000年 | 930               |
| 2001年 | 859               |
| 2002年 | 756               |
| 2003年 | 711               |
| 2004年 | 695               |
| 2005年 | 673               |
| 2006年 | 684               |
| 2007年 | 711               |
| 2008年 | 680               |
| 2009年 | 609               |
| 2010年 | 578               |
| 2011年 | 493               |
| 2012年 | 560               |
| 2013年 | 534               |
| 2014年 | 499               |
| 2015年 | 479               |
| 2016年 | 431               |
| 2017年 | 400               |

## 車站周邊
此站位於那智勝浦町的中心，附近設成政廳和公共機關設施。此站也是前往勝浦、那智山、太地等附近一帶觀光地點的玄關口。在車站前設有那智勝浦町觀光協會，車站周邊有數間酒店。
- 勝浦港（日语：勝浦漁港 (和歌山県)）
- 紀之松島（日语：紀の松島）
- 那智勝浦町立勝浦小學
- 那智勝浦消防署
- 紀伊勝浦郵局（日语：紀伊勝浦郵便局）
- 那智勝浦町政廳
- 那智勝浦觀光協會
- 勝浦溫泉
- 鯨魚之博物館（日语：くじらの博物館） - 使用紀之松島遊覽船，在太地鯨魚濱公園下船。
- 熊野古道
- 瀧之湯（足湯） - 站前
- 海之湯（足湯） - 勝浦港
- 鮪之湯（足湯） - 勝浦漁協前
- 保存中的蒸氣機場（C58 353（日语：国鉄C58形蒸気機関車））[1]- 於那智勝浦町政廳前。但是機車被被鹽侵蝕。
- Kohnan Home Stock（日语：コーナン） 勝浦店

## 巴士路線
熊野御坊南海巴士
- [特急バス] 勝浦、本宮線(熊野古道Access巴士)

勝浦站 - 勝浦棧橋前 - 臨海通 - 那智站前 - 權現前 - 新宮站 - 志古 - 請川 - 本宮大社前(只停以上巴士站)
- 新勝線(經黑潮公園)

新宮站 - 權現前 - 新宮高校前 - 橋本 - 三輪崎 - 黑潮公園前 - 佐野上地 - 宇久井站 - 那智站 - 勝浦站
- 新勝線(經市立醫療中心)

新宮站 - 權現前 - 新宮高校前 - 橋本 - 三輪崎 - 新翔高校前 - 市立醫療中心 - 宇久井站 - 那智站 - 勝浦站
- 新勝線(經新翔高校前)

新宮站 - 權現前 - 新宮高校前 - 橋本 - 三輪崎 - 新翔高校前 - 佐野上地 - 宇久井站 - 那智站 - 勝浦站
- 那智山線

勝浦站 - 那智站 - 井關 - 那智之瀧前 - 那智山

## 其他
- 使用特急的乘客可在此處泊車，第一日的停車費免費（泊車轉乘措施，限定5架）。
- 向東步行5分鐘可到達「勝浦溫泉」巴士站，該巴士站設有高速巴士大宮・池袋 - 南紀勝浦線（日语：大宮・東京 - 鳥羽線・南紀勝浦線）。

## 相鄰車站
西日本旅客鐵道
 紀國線（紀勢本線）
- 特急「南紀」、「黑潮」停車站

紀伊天滿－紀伊勝浦－湯川

## 注腳
1. 1 2 3 4 5 6 7 8  曾根悟（監修）. 朝日新聞出版分冊百科編集部（編集） , 编. . 朝日百科週刊. 25號 紀勢本線、參宮線、名松線. 朝日新聞出版. 2010-01-10: 18–21.
2. ↑  日本國有鐵道旅客局(1984)『鉄道・航路旅客運賃・料金算出表 昭和59年４月20日現行』。
3. ↑  藤原弘(2015年3月3日). “JR紀伊勝浦駅:バリアフリー化 那智勝浦・勝浦小生17人、記念式典でダンス披露”. 毎日新聞 (毎日新聞社)
4. ↑  和歌山県内の特急 「くろしお」号停車駅で、ICOCAがご利用できるようになります！ （页面存档备份，存于） 西日本旅客鐵道 新聞發布 2016年8月9日
5. 1 2  . 西日本旅客鐵道.   [2019-03-12]. （原始内容存档于2019-03-12）.
6. ↑  . JR時刻表 (交通新聞社). 2017, (2017年3月號): 310.
7. ↑  『和歌山縣統計年鑑』及『和歌山縣公共交通機關等資料集』

## 外部連結
- 紀伊勝浦｜車站資訊：JR出門網 - 西日本旅客鐵道